# Distretto di Mungwi
Il distretto di Mungwi è un distretto dello Zambia, parte della Provincia Settentrionale.
Il distretto comprende 13 ward:
- Chambeshi
- Chibamba
- Fibwe
- Fube
- Iyaya
- Kabisha
- Kalungu
- Lubala
- Mabula
- Mpanda
- Mungwi
- Musensenshe
- Ngulula